# 19頭身
19頭身（19とうしん）は日本を拠点とする、レコードレーベル。テクノの中でもエレクトロニカやハードコアを中心にリリースをしている。所在地は東京都。19-tと略して表記する場合も多い。
2000年8月にレーベルを立ち上げて以来「次世代の音楽を追求する」というコンセプトの元に活動をしており、2001年にはAphex Twinがオーナーを務めていることでも知られるRephlexの日本ツアーを企画、招致。2003年頃からはイギリスを中心に国外でも活発に活動、ヨーロッパツアーなどを敢行。
「19頭身」と銘打ってはいるが、音楽的特徴やイベントを見る限りでは、どちらかというと「四千等身」といったほうがニュアンスとしては近い。

## 主な所属アーティスト
- Amnjk
- Ben Kelley
- Cdr
- Cow'p
- Deseptagon
- DJ100000000
- Dopecoara
- Eraser99
- Kesqsse(B.Hayat)
- Kuma
- MissHawaii
- Ot
- Proswell
- Shex
- Skyfish
- Taisuke Matsuo
- Utabi